# 1753 au théâtre
| Années du théâtre : 1750 - 1751 - 1752 - 1753 - 1754 - 1755 - 1756    |
| Décennies du théâtre : 1720 - 1730 - 1740 - 1750 - 1760 - 1770 - 1780 |

## Événements
- La reine de Suède Louise Ulrique fait venir à Stockholm une troupe de française de douze acteurs et actrices, la troupe Du Londel sous la direction de la comédienne Jeanne Du Londel et de son fils Louis, qui sera active en Suède jusqu'en 1771.
- Jean-Baptiste Nicolet ouvre à Paris un spectacle de marionnettes aux foires Saint-Germain et Saint-Laurent.

## Pièces de théâtre représentées
- 1er mars : Le Devin du village de Jean-Jacques Rousseau, Paris, Académie royale de musique
- 4 août : Les Amours de Bastien et Bastienne, comédie à couplets de Favart, parodie du Devin du village de Jean-Jacques Rousseau, Paris, Théâtre-Italien.
- La Locandiera, de Goldoni, créée pour le carnaval de Venise au Teatro Sant'Angelo.

## Décès
- 2 mai : Léonor Soulas d'Allainval, dit l'abbé d'Allainval, auteur dramatique français, né vers 1700.
- 30 juillet : François-Antoine Jolly, dramaturge et librettiste français, né le 25 décembre 1662.
- 24 août : François-Arnould Poisson de Roinville, acteur français, né le 15 mars 1696.
- 25 octobre : François Parfaict, dramaturge et historien du théâtre français, né le 10 mai 1698.
- 6 décembre : Luigi Riccoboni, dit Lélio, comédien et écrivain italien, actif en Italie et à Paris, né le 1er avril 1676.
- Date précise inconnue :
  - Charlotte Desmares, comédienne française, née en 1682.
  - 16 novembre : Nicolas Racot de Grandval, dramaturge et compositeur français,  né en 1676.